# Schlacht bei Melitene
Mesiche – Edessa – Satala – Maranga – Dara – Melitene – Solachon – Jerusalem – Konstantinopel – Ninive
Die Schlacht bei Melitene im Jahr 575 (nach anderen Angaben 576) markierte einen wichtigen Sieg des oströmischen Reiches über die persischen Sassaniden in der langen Reihe der Kriege, welche die beiden spätantiken Großmächte gegeneinander ausfochten (siehe Römisch-Persische Kriege).

## Vorgeschichte
572 war erneut ein Krieg zwischen Römern und Sassaniden ausgebrochen. Die Offensive der kaiserlichen Truppen blieb rasch stecken, und in den Jahren vor der Schlacht war den Persern unter ihrem bedeutenden König Chosrau I. im Gegenzug die Eroberung des nördlichen Mesopotamiens einschließlich der wichtigen Festung Dara gelungen. Die Lage wurde für Ostrom so ernst, dass berichtet wird, Kaiser Justin II. sei darüber dem Wahnsinn verfallen. Kaiserin Sophia entschloss sich, Tiberius Constantinus zum Juniorkaiser (Caesar) zu berufen, der 575 zum Gegenangriff ansetzte. Bei Melitene am Euphrat gelang dem kaiserlichen Feldherrn Justinian (einem Verwandten Justins II.) ein wichtiger Sieg über die Perser.

## Die Schlacht
Der bereits greise Perserkönig Chosrau I., der selbst anwesend war und wohl beabsichtigt hatte, auf Caesarea in Kappadokien zu marschieren, war unterwegs von oströmischen Truppen gestellt worden und hatte anschließend den Durchbruch nach Melitene (Richtung Euphrat) versucht. Beim Flussübergang wurde die persische Armee jedoch von den Römern überrascht, und Chosrau konnte nur mit Mühe entkommen. Es war dies offenbar die seit langem schwerste persische Niederlage gegen die Römer.
Einige römische Autoren berichten sogar davon, Chosrau habe nach der Schlacht verfügt, dass die Großkönige fortan nicht mehr (oder nur noch unter besonderen Bedingungen) selbst in den Krieg ziehen sollten; und wirklich zogen seine beiden Nachfolger im Unterschied zu früheren Herrschern nur noch ausnahmsweise selbst in den Kampf.

## Folgen
Der magister militum per Orientem Justinian sandte reiche Beute, darunter 24 Kriegselefanten, nach Konstantinopel, wo sie der Caesar bei einem "Triumph" der Bevölkerung präsentierte. Obwohl die Schlacht den Römern Auftrieb gab und auf persischer Seite offenbar als Schock begriffen wurde, führte sie nicht zu einem Ende des Krieges, sondern brachte nur den sassanidischen Vormarsch zum Stehen. Von da an herrschte bis Kriegsende 591 eine Pattsituation.
Einige Historiker (z. B. Michael Whitby) vermuten, dass die römischen Quellen die Bedeutung der Schlacht weit übertrieben haben: In Wahrheit sei den kaiserlichen Truppen lediglich bei einem kleineren Nachhutgefecht der persische Tross in die Hände gefallen, und angesichts dieser beeindruckenden Beute und der Siegesfeier in Konstantinopel hätten Autoren wie Euagrios fälschlich auf eine vorangegangene große Schlacht geschlossen. Ob dies zutrifft, ist unklar. Sicher ist aber, dass der Erfolg die Moral der römischen Truppen, die sich nach den Niederlagen der vergangenen Jahre auf einem Tiefpunkt befunden hatte, hob, und dass Chosrau recht bald darauf Friedensbereitschaft bekundete – sein Tod 579 verhinderte allerdings einen erfolgreichen Abschluss der Verhandlungen.
Die wichtigsten Quellen für die Schlacht sind Johannes von Ephesos (Kirchengeschichte, 3. Teil, 6,8f.), Euagrios Scholastikos (Kirchengeschichte, 5,14), Theophylaktos Simokates (Historien, 3,12ff.) und Johannes von Biclaro (Chronik, sub anno 575).